# Pont-de-Roide
Pont-de-Roide település Franciaországban, Doubs megyében. Lakosainak száma 3971 fő (2022. január 1.). Pont-de-Roide Écurcey, Noirefontaine, Autechaux-Roide, Bourguignon, Écot, Montécheroux, Neuchâtel-Urtière, Pierrefontaine-lès-Blamont, Rémondans-Vaivre és Villars-sous-Dampjoux községekkel határos.

## Népesség
A település népességének változása:
| Lakosok száma | 4381 | 4958 | 4983 | 4639 | 4261 | 4215 | 4185 | 4124 | 4088 | 3971 |
|               | 1968 | 1982 | 1990 | 2006 | 2013 | 2015 | 2017 | 2019 | 2020 | 2022 |